# Ladislau dos Santos Titara

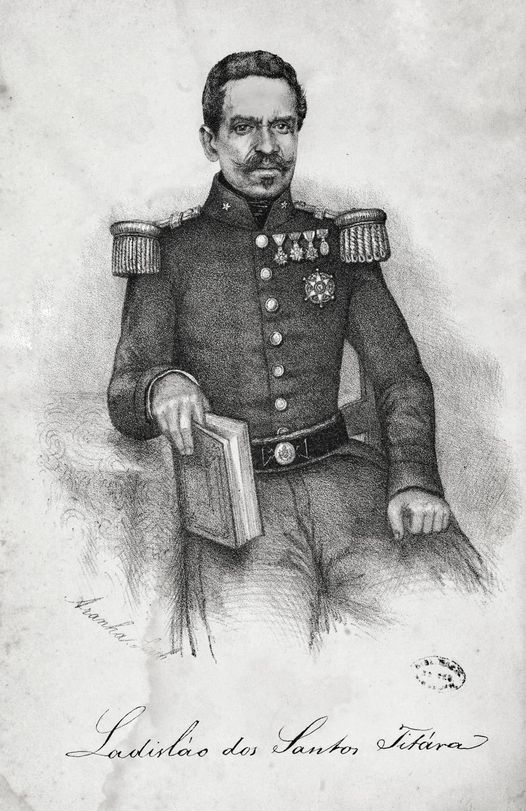
Ladislau dos Santos Titára

Ladislau dos Santos Titara (Dias d'Ávila, 24 de maio de 1801 - Rio de Janeiro, 18 de março de 1861) foi um militar, historiador e poeta brasileiro. Destacou-se nas campanhas pela independência do Brasil na Bahia e por ter escrito depois a obra Paraguaçu: Epopeia da Guerra da Independência na Bahia. Seus poemas influenciaram na confecção do hino da Bahia.

## Biografia
Nasceu em 24 de maio de 1801, em Capuame, depois Vila da Mata, BA (hoje Dias d'Ávila), e faleceu no Rio de Janeiro, RJ, em 18 de março de 1861. Filho de Manuel Ferreira dos Santos Reis, advogado, que lhe ensinou as primeiras letras.
Seguiu a carreira militar, tendo atingido no Exército o posto de major do corpo do Estado-Maior de segundo classe. Participou da campanha pela Independência, na Bahia, no Piauí, Santa Catarina, São Paulo e Rio Grande do Sul. Terminada essa fase, para esquecer o nome português que tinha então (Ladislau do Espírito Santo Melo), adotou o pelo qual se tornou conhecido. Muitos outros companheiros assim também procederam, na época.
Era oficial da Ordem da Rosa, cavaleiro da Ordem Imperial do Cruzeiro do Sul e possuía a medalha da Campanha da Independência.
Entrou como sócio correspondente para o Instituto Histórico e Geográfico Brasileiro (IHGB), em 17 de agosto de 1840.
Sua obra escrita é extensa; seus trabalhos poéticos estão distribuídos em nove volumes. Escreveu ainda: Auditor Brasileiro ou manual geral dos conselhos, testamentos e inventários militares; com a leis, rescriptos, arestos e ordens relativas aos mesmos, às reformas, ao foro, e de delitos militares, para uso dos oficiais do Exército do Brasil: dedicado ao Ilm° e Exm° Sr. Luís Alves de Lima e Silva, barão de Caxias (Porto Alegre, 1844). - Complemento do Auditor Brasileiro (1856). – Segundo Complemento do Auditor Brasileiro (1859). – Memórias do Grande Exército Aliado, libertador do Sul da América na guerra de 1851-1852 (publicado em 1852). – Tratado das figuras e tropas usados nas línguas latina e portuguesa (1839). – Noticiador Corográfico ou roteiro de viagens por quatro províncias (Bahia, Santa Catarina, São Paulo Rio Grande do Sul) do Império (inédito).

## Obras
Algumas das suas obras foram digitalizadas e disponibilizadas na internet pelo Núcleo de Pesquisas em Informática, Literatura e Linguística da Universidade Federal de Santa Catarina no sítio web da biblioteca Literatura Digital, sendo livre o acesso a essas obras. Informações sobre sua maior obra podem ser lidas no Armorial  da Casa da Torre de Garcia d'Ávila. 